# Ендрю Шнайдер
Ендрю Шнайдер (англ. Andrew Sznajder; нар. 25 травня 1967) — колишній канадський тенісист.
Найвищу одиночну позицію світового рейтингу — 46 місце досяг 25 вересня 1989, парну — 182 місце — 29 липня 1991 року.
Здобув 1 одиночний та 1 парний титул.
Найвищим досягненням на турнірах Великого шолома було 2 коло в одиночному розряді.

## Фінали турнірів ATP за кар'єру

### Одиночний розряд: 1 (1 поразка)
| Легенда                         |
| ------------------------------- |
| Турніри Великого шолома (0–0)   |
| Фінали Світового туру ATP (0–0) |
| Серія Мастерс ATP (0–0)         |
| Серія турнірів ATP (0–0)        |
| Світова серія ATP (0–1)         |

| Титули за покриттям |
| ------------------- |
| Тверде (0–0)        |
| Ґрунт (0–0)         |
| Трава (0–0)         |
| Килим (0–1)         |

| Титули за типом корту |
| --------------------- |
| Відкритий (0–0)       |
| Закритий (0–1)        |

| Результат | В-П | Дата     | Турнір                   | Рівень        | Покриття | Суперник    | Рахунок  |
| --------- | --- | -------- | ------------------------ | ------------- | -------- | ----------- | -------- |
| Поразка   | 0–1 | Кві 1990 | Ріо-де-Жанейро, Бразилія | Світова серія | Килим    | Луїс Маттар | 4–6, 4–6 |

## Фінали ATP Челленджер і ITF Ф'ючерс

### Одиночний розряд: 4 (1–3)
| Легенда              |
| -------------------- |
| ATP Челленджер (1–3) |
| ITF Ф'ючерс (0–0)    |

| Фінали за покриттям |
| ------------------- |
| Тверде (0–2)        |
| Ґрунт (1–1)         |
| Трава (0–0)         |
| Килим (0–0)         |

| Результат | В-П | Дата     | Турнір             | Рівень     | Покриття | Суперник      | Рахунок       |
| --------- | --- | -------- | ------------------ | ---------- | -------- | ------------- | ------------- |
| Перемога  | 1–0 | Лип 1989 | Chicoutimi, Канада | Челленджер | Ґрунт    | Карстен Браш  | 7–6, 1–6, 6–1 |
| Поразка   | 1–1 | Вер 1992 | Богота, Колумбія   | Челленджер | Ґрунт    | Данієль Марко | 6–7, 6–3, 4–6 |
| Поразка   | 1–2 | Жов 1992 | Ixtapa, Мексика    | Челленджер | Тверде   | Луїс Еррера   | 1–6, 2–6      |
| Поразка   | 1–3 | Жов 1992 | Каракас, Венесуела | Челленджер | Тверде   | Даніель Вацек | 6–7, 4–6      |

### Парний розряд: 1 (1–0)
| Легенда              |
| -------------------- |
| ATP Челленджер (1–0) |
| ITF Ф'ючерс (0–0)    |

| Фінали за покриттям |
| ------------------- |
| Тверде (0–0)        |
| Ґрунт (0–0)         |
| Трава (0–0)         |
| Килим (1–0)         |

| Результат | В-П | Дата     | Турнір             | Рівень     | Покриття | Партнер      | Суперники                  | Рахунок       |
| --------- | --- | -------- | ------------------ | ---------- | -------- | ------------ | -------------------------- | ------------- |
| Перемога  | 1–0 | Сер 1990 | Бразиліа, Бразилія | Челленджер | Килим    | Жайме Онсінс | Луїс Маттар Фернандо Роезе | 7–5, 3–6, 7–6 |

## Часовий графік результатів
| W | Ф | ПФ | ЧФ | #Р | КТ | К# | DNQ | A | NH |

### Одиночний розряд
| Турніри Великого шлему                 |     |     |     |     |     |     |     |     |     |     |        |       |     |
| Відкритий чемпіонат Австралії з тенісу |     |     |     |     | 2р  | 1р  | К1р |     | К1р |     | 0 / 2  | 1–2   | 33% |
| Відкритий чемпіонат Франції з тенісу   |     |     |     | 2р  | 2р  | 1р  |     |     |     | К1р | 0 / 3  | 2–3   | 40% |
| Вімблдонський турнір                   |     |     |     |     |     |     |     | К3р |     |     | 0 / 0  | 0–0   | –   |
| Відкритий чемпіонат США з тенісу       |     | 1р  |     | 2р  | 1р  |     | 1р  | К3р | К3р | К3р | 0 / 4  | 1–4   | 20% |
| В-П                                    | 0–0 | 0–1 | 0–0 | 2–2 | 2–3 | 0–2 | 0–1 | 0–0 | 0–0 | 0–0 | 0 / 9  | 4–9   | 31% |
| Серія Мастерс ATP                      |     |     |     |     |     |     |     |     |     |     |        |       |     |
| Індіан-Веллс                           |     |     |     |     |     |     |     | К1р | К3р |     | 0 / 0  | 0–0   | –   |
| Відкритий чемпіонат Маямі з тенісу     |     |     |     | 3р  | 1р  | 1р  |     |     | К1р |     | 0 / 3  | 2–3   | 40% |
| Рим                                    |     |     |     |     | 1р  |     |     |     |     |     | 0 / 1  | 0–1   | 0%  |
| Мастерс Канада                         | 1р  | 3р  | 2р  | ЧФ  | 3р  | 1р  | 1р  | 1р  |     | 1р  | 0 / 9  | 8–9   | 47% |
| Мастерс Цинциннаті                     |     |     |     |     | 3р  |     |     |     | К2р |     | 0 / 1  | 2–1   | 67% |
| В-П                                    | 0–1 | 2–1 | 1–1 | 5–2 | 4–4 | 0–2 | 0–1 | 0–1 | 0–0 | 0–1 | 0 / 14 | 12–14 | 46% |